# Bodiluddelingen 1999
Bodiluddelingen 1999 blev afholdt i 1999 i Imperial i København og markerede den 52. gang at Bodilprisen blev uddelt.
Dogme-konceptet havde nået Bodil-uddelingen i form af Festen af Thomas Vinterberg og Idioterne af Lars von Trier. Ulrich Thomsen og Bodil Jørgensen modtog begge deres første Bodil-priser, mens Nikolaj Lie Kaas og Anne Louise Hassing hver modtog deres anden Bodil-pris.
Uddelingens Æres-Bodil blev tildelt Ove Sprogøe for at hylde hans lange og imponerende skuespil- og teater-karriere med ikoniske optrædener som Egon Olsen i Olsen-banden-filmene og doktor Hansen i Matador. Han har desuden modtaget tre Bodil-priser for sine præstationer i På tro og love (1955), Den forsvundne fuldmægtig (1971) og Olsen-bandens sidste bedrifter (1974).

## Vindere
| Bedste mandlige hovedrolle                     | Bedste kvindelige hovedrolle                                                                    |
| ---------------------------------------------- | ----------------------------------------------------------------------------------------------- |
| - Ulrich Thomsen for Festen                    | - Bodil Jørgensen for Idioterne                                                                 |
| Bedste mandlige birolle                        | Bedste kvindelige birolle                                                                       |
| - Nikolaj Lie Kaas for Idioterne               | - Anne Louise Hassing for Idioterne                                                             |
| Bedste danske film                             | Bedste ikke-europæiske film                                                                     |
| - Festen af Thomas Vinterberg                  | - The Ice Storm af Ang Lee - Titanic af James Cameron - Saving Private Ryan af Steven Spielberg |
| Bedste europæiske film                         | Bedste dokumentarfilm                                                                           |
| - My Name Is Joe af Ken Loach (Storbritannien) | - ikke uddelt                                                                                   |

## Øvrige priser

### Æres-Bodil
- Ove Sprogøe (skuespiller)